# Pedro Canário
Pedro Canário là một đô thị thuộc bang Espírito Santo, Brasil. Đô thị này có diện tích 434,04 km², dân số năm 2007 là 22991 người, mật độ 52,97 người/km².